# Els Fruittis
Els Fruittis és una sèrie d'animació d'Antoni D'Ocon amb guió de Josep Viciana, produïda per D'Ocon Films l'any 1989. Està formada per 91 episodis de 25 minuts de duració cadascun.
Fou estrenada el 30 de setembre de 1990 a TVE. La sèrie fou emesa en català el 24 de desembre de 1998 per TV3, reemetent-se posteriorment pel canal Super3 en diverses ocasions.